# У пошуках Ленгстона
«У пошуках Ленгстона» (фр. Looking for Langston) — чорно-білий короткометражний британський фільм 1989 року, поставлений режисером Ісааком Жульєном. Стрічка є поетичною фантазією, натхненною життям і творчістю Ленгстона Г'юза, що відтворює життя вищого світу темношкірих геїв епохи «гарлемського ренесансу» у Нью-Йорку 1920-х років. Прем'єра стрічки відбулася в лютому 1989 року на Берлінському міжнародному кінофестивалю, де вона отримала премію «Тедді». У рамках святкування 30-ї річниці Премії «Тедді», фільм було обрано для показу на 66-му Берлінському міжнародному кінофестивалі в лютому 2016 року.
У березні 2016 року фільм увійшов до рейтингу 30-ти найвидатніших ЛГБТ-фільмів усіх часів, складеному Британським кіноінститутом (BFI) за результатами опитування понад 100 кіноекспертів, проведеного до 30-річного ювілею Лондонського ЛГБТ-кінофестивалю BFI Flare.

## Зміст
У фільмі використано документальну кінохроніку, фотографії Роберта Меплторпа, уривки віршів Ленгстона Г'юза і тексти його сучасників — Джеймса Болдуїна і Брюса Ньюджента — письменників і активістів боротьби за громадянські права.

## У ролях
| Бен Еллісон      | ···· | Алекс     |
| Метью Байду      | ···· | Красень   |
| Акім Могаджі     | ···· | Джеймс    |
| Джон Вілсон      | ···· | Карл      |
| Гай Берджесс     | ···· | Дін       |
| Джеймс Даблін    | ···· | Карлос    |
| Гаррі Дональдсон | ···· | «кожаний» |
| Джиммі Самервілл | ···· | Ангел     |